# Cryptinglisia zizyphi
Cryptinglisia zizyphi är en insektsart som först beskrevs av Charles Kimberlin Brain 1920.  Cryptinglisia zizyphi ingår i släktet Cryptinglisia och familjen skålsköldlöss. Inga underarter finns listade i Catalogue of Life.